# Giuseppe Gagini (scultore)
Giuseppe Gagini (Palermo, ... – Palermo, 1579) è stato uno scultore italiano.

## Biografia
Giuseppe Gagini figlio di Giacomo Gagini, appartiene alla quarta generazione della corrente lombardo-ticinese dei Gagini o Gaggini in Sicilia. Occorre fare distinzione fra Giuseppe Gagini, il nipote Giuseppe Gagini e l'omonimo, più contemporaneo Giuseppe Gagini scultore (Genova 1791 - Genova 1867) appartenente al ramo ticinese-genovese della famiglia. Segue la tradizione familiare per la statuaria e la scultura.

## Opere
- 1578, Madonna con Bambino, statua marmorea, opera custodita nella chiesa di Santa Maria del Gesù di Mirto.
- ?, Madonna con Bambino, statua marmorea, opera custodita nella chiesa di Santa Maria del Gesù di Librizzi.
- ?, Opere sono presenti nella chiesa di San Francesco di Alcamo.